# Painting for Saints
Painting for Saints è un dipinto del 2020 di Banksy che raffigura un ragazzo che gioca con la bambola d'infermiera, dopo aver abbandonato in un cestino i pupazzi di Batman e dell'Uomo Ragno. 
Il dipinto è stato realizzato durante la pandemia di COVID-19 e rimarrà esposto al General Hospital di Southampton fino a quando non verrà venduto all'asta a favore di enti di beneficenza affiliati al servizio sanitario nazionale.
Il nome dell'opera si riferisce a The Saints, il soprannome della squadra del Southampton.